# Tysklands Grand Prix 1980
Tysklands Grand Prix 1980 var det nionde av 14 lopp ingående i formel 1-VM 1980.  

## Resultat
1. Jacques Laffite, Ligier-Ford, 9 poäng
2. Carlos Reutemann, Williams-Ford, 6
3. Alan Jones, Williams-Ford, 4
4. Nelson Piquet, Brabham-Ford, 3
5. Bruno Giacomelli, Alfa Romeo, 2
6. Gilles Villeneuve, Ferrari, 1
7. Mario Andretti, Lotus-Ford
8. Jochen Mass, Arrows-Ford
9. Riccardo Patrese, Arrows-Ford
10. Derek Daly, Tyrrell-Ford
11. Alain Prost, McLaren-Ford
12. Marc Surer, ATS-Ford
13. Jody Scheckter, Ferrari
14. Jan Lammers, Ensign-Ford
15. Jean-Pierre Jarier, Tyrrell-Ford
16. Elio de Angelis, Lotus-Ford (varv 43, hjullager)

### Förare som bröt loppet
- John Watson, McLaren-Ford (varv 39, motor)
- Jean-Pierre Jabouille, Renault (27, motor)
- René Arnoux, Renault (26, motor)
- Eddie Cheever, Osella-Ford (23, växellåda)
- Didier Pironi, Ligier-Ford (18, transmission)
- Emerson Fittipaldi, Fittipaldi-Ford (18, bromsar)
- Keke Rosberg, Fittipaldi-Ford (8, hjullager)
- Hector Rebaque, Brabham-Ford (4, växellåda)

### Förare som ej kvalificerade sig
- Rupert Keegan, RAM (Williams-Ford)
- Harald Ertl, ATS-Ford